# Giacomo Leopardi
Giacomo Leopardi (født 29. juni 1798, død 14. juni 1837) var en italiensk digter. 

## Opvækst
Leopardi blev født i Recanati, en lille landsby i Marche, som da blev styret som en del af Pavestaterne. Han var søn af greve Monaldo Leopardi og Adelaide Antici Leopardi. Giacomo opvoksede i isolation, normalt kun omgivet af sin far og nogle præster, som underviste ham. Faren indfluerede ham stærkt som digter og var selv meget interesseret i litteratur. Selv om han havde tabt det mest af sin arv i fejlslåede forretningsprojekter, opbyggede han en kostbar bogsamling, som blev åbnet for offentligheden i 1812.
Giacomos ensomhed, som blev forværret af familiens stive manerer, førte til, at han tilbragte meget af sin tid med at læse i farens bibliotek. Da han var to år gammel, behøvede han ikke længere lærere, og da han var sytten havde han enorme kundskaber indenfor en række fag. Blandt andet lærte han sig mindst syv sprog, historie, filosofi, filologi, naturvidenskab og astronomi. Hans lange dage i det usunde klima i biblioteket kan have bidraget til, at han udviklede astma og skoliose. Han havde også svækket syn.

## Unge år
Han startede sin skrivende karriere som oversætter, for det meste af klassiske værker. Blandt andet udgav han en oversættelse til italiensk af Horats' Ars Poetica. Han skrev også nogle mindre videnskabelige afhandlinger. I 1816 skrev han til det litterære tidsskrift Biblioteca Italiana og forsvarede italienske klassicister mod angreb fra Madame de Staël. På dette tidspunkt var han begyndt at skrive poesi. Hans stil var neoklassisk, noget som var moderne på den tid. Han begyndte at skrive Zibaldone (da. sammensurium), som er en form for intellektuel dagbog med refleksioner over et utal af emner, dog hovedsageligt af filologisk, filosofisk og litteraturteoretisk karakter. Han indledte også en langvarig korrespondance med Pietro Giordani. 
Det er muligt, at han blev forelsket i sin kusine Gertrude Cassi, som var gift. Hans Diario d'amore (Kærlighedens dagbog) er fra den tid, det i så fald skete. Natalino Sapegno, en af de største italienske litteraturkritikere, mener at det snarere er en mere generel ungdommelig udforskning af romantisk kærlighed, som ligger bag værket. 
I 1819 forsøgte han at flytte hjemmefra, men faren opdagede det og standsede ham. I breve fortæller han om sin dårlige fysiske forfatning, blandt andet midlertidig blindhed, som hindrede ham i at læse. Efter at denne tilstand var gået over, skrev han dele af samlingen Idilli (Idyller), der rummede digtene "L'Infinito" og "Alla luna". I 1822 fik han endelig lov til at rejse fra Recanati og tog til Rom. Der fandt han intet job og rejste snart ulykkelig tilbage. Men under opholdet var hans værker blevet kendte i Rom, og mange satte pris på poesien.
Efter hjemkomsten skrev Leopardi Operette Morali, en række essays og dialoger, der rummer hans mest dystre filosofiske tanker. Hans pessimisme kommer i dette værk klart frem.

## Karriere
I 1825 tog han til Milano og skulle aldrig mere vende tilbage til Recanati. Han arbejdede en periode for redaktøren Fortunato Stella. Derefter fulgte han efter grevinden Teresa Malvezzi, som han var fascineret af, til Bologna og så videre til Firenze. Der mødte han Alessandro Manzoni, den anden store italienske digter fra denne periode. Under et ophold i Pisa skrev han digtet "A Silvia" (Til Silvia). 
I 1830 kunne nogle venner sikre et stipendium til Leopardi, noget, som førte til, at han endelig kunne føle sig frigjort fra Recanati. Samlingen Canti (Sange), udgivet i 1831, indeholder de fleste af hans digte. Han slog sig ned i Firenze. Der forelskede han sig i den gifte kvinde Fanny Targioni Tozzetti, som ikke gengældte hans kærlighed. Han mødte også Antonio Ranieri, en napolitaner i eksil.
Senere rejste han til Napoli for at besøge Ranieri, som var flyttet hjem. I Napoli fik han et godt, men antagelig ikke romantisk, forhold til Ranieris søster Paolina og et nært venskab med Basilio Puoti. Han blev også meget glad for is, som han smagte i Napoli for første gang. 
Efter nogle måneders ophold i Napoli døde han der efter at have udviklet ødemer.